# Second Shimmy
Second Shimmy is een platenlabel, in oktober 2006 opgericht door de Amerikaanse muzikant, componist en producer Mark Kramer. Muzikanten en bands die op het label werk uitbrachten zijn onder meer Jessie & Lyla, Rope Inc. en Little Aida. Het label is de opvolger van Shimmy Disc, het label dat Kramer eind jaren negentig noodgedwongen verkocht aan Knitting Factory.